# George-Étienne Cartier (ancienne circonscription fédérale)
Pour les articles homonymes, voir George-Étienne Cartier et Cartier.
George-Étienne Cartier fut une circonscription électorale fédérale du Québec, située sur l'île de Montréal. Elle fut représentée à la Chambre des communes de 1917 à 1925.
La circonscription fut créée en 1914 avec des parties des circonscriptions de Maisonneuve et de Saint-Laurent. Abolie en 1924, elle fut redistribuée parmi les circonscriptions de Cartier, Saint-Jacques et Saint-Laurent—Saint-Georges.
Elle fut nommée en l'honneur de l'ancien homme politique et père de la confédération George-Étienne Cartier.

## Géographie
La circonscription comprenait une partie de la ville de Montréal, dont les quartiers Saint-Louis et Saint-Jean-Baptiste.

## Députés
1917-1925 — Samuel William Jacobs, PLC (député jusqu'en 1938)